# 炎の街
『炎の街』（ほのおのまち、Flame of Barbary Coast）は、1945年に公開されたアメリカ合衆国の映画。出演はジョン・ウェイン、アン・デボラク、ジョセフ・シルドクラウト、ウィリアム・フローリー。監督はジョセフ・ケイン、脚本はボーデン・チェイス。

## あらすじ
モンタナからサンフランシスコにやってきたカウボーイのデューク・ファーガスは、ギャンブルや売春がはびこる悪徳の町バーバリー・コーストに遊びに行く。歌姫フラクスンはデュークの豪快な人柄に興味を持ち、賭けをするデュークをいかさまで勝利させる。しかし、調子に乗りすぎ、町を牛耳るティト・モレルとのカード勝負で有り金全部すってしまう。
モンタナに帰ったデュークはギャンブラーのスムーズ・ワイリイからカードの手ほどきを受け、再びバーバリー・コーストに。デュークは勝ちまくり、儲けた金を資金に店を出し、モレルの店からフラクスンを引き抜く。
店のオープンの日、サンフランシスコ地震が発生し、店は一瞬にして瓦礫と化す。
今まで通り町を支配しようとするモレルたちと、災害を機に町を浄化しようとする人々との間で選挙が行われた。モレルたちは選挙で不正を働くが、デュークはそれを暴き、改革派の勝利となる。

## キャスト
| 役名                   | 俳優                     | 日本語吹替                                                 |
| 役名                   | 俳優                     | TBS版                                                      |
| ---------------------- | ------------------------ | ---------------------------------------------------------- |
| デューク・ファーガス   | ジョン・ウェイン         | 小林修                                                     |
| フラクスン・タリー     | アン・デボラク           | 藤巻桂子                                                   |
| ティト・モレル         | ジョセフ・シルドクラウト | 中村正                                                     |
| スムーズ・ワイリイ     | ウィリアム・フローリー   | 永井一郎                                                   |
| リタ・デーン           | ヴァージニア・グレイ     | 小原乃梨子                                                 |
| キャリコ・ジム         | ポール・フィックス       | 村瀬正彦                                                   |
| マーシャ               | イヴ・リン               | 中島喜美栄                                                 |
| ゴーマン医師           | マナート・キッペン       | 雁坂彰                                                     |
| サイラス・ダンヴァー   | ラッセル・ヒックス       |                                                            |
| バイライン・コナーズ   | ジャック・ノートン       |                                                            |
| ジョー・ディスコ       | マーク・ローレンス       |                                                            |
| ビューラ               | バタフライ・マックイーン |                                                            |
| コリングスウッド       | レックス・リース         |                                                            |
| ハンク                 | ハンク・ベル             |                                                            |
| ホースシュー・ブラウン | アル・マーフィ           |                                                            |
| 不明 その他            |                          | 近石真介 原田一夫 増岡弘 矢田稔 奥原晃 八奈見乗児 日笠潤一 |
|                        |                          |                                                            |
| 演出                   |                          |                                                            |
| 翻訳                   | 翻訳                     | 平井イサク                                                 |
| 効果                   | 効果                     | 坂東智                                                     |
| 調整                   |                          |                                                            |
| 制作                   | 制作                     | 服部プロダクション                                         |
| 解説                   |                          |                                                            |
| 初回放送               | 初回放送                 | 1963年5月14日 『映画枠』 23:53-                            |

## 制作
1944年5月に製作発表が行われ、リパブリック・ピクチャーズ1944-45年度の8つの「スーパーデラックス映画」の1本として公開された（それ以外の作品は『Lake Placid Serenade』、『Storm Over the Philippines』、『Hit Parade』、『A Fabulous Texan』、『Earl Carroll's Vanities』、『Let the Hurricane Roar』など）。
アン・デボラクはアメリカ出身だがイギリスで3本の映画に出演した後、リパブリックと主演契約した。イヴ・リンは雑誌のモデルで演技は初だった。

## 評価
第18回アカデミー賞のドラマ・コメディ音楽賞と録音賞（ダニエル・ブルームバーグ）の2部門でノミネートされた。